# كلايتون (كارولاينا الشمالية)
كلايتون (بالإنجليزية: Clayton, North Carolina)‏ هي بلدة أمريكية تقع في الولايات المتحدة في كارولاينا الشمالية. يقدر عدد سكانها بـ 16,116 نسمة ومساحتها 34.99 كم2 ووترتفع عن سطح البحر 104 متر.

## التركيبة السكانية
حدّد مكتب تعداد الولايات المتحدة بيانات التركيبة السكانية لكلايتون في تعداد الولايات المتحدة. في ما يلي، التركيبة السكانية حسب تعدادي 2000 و2010.

### تعداد عام 2000
بلغ عدد سكان كلايتون 6,973 نسمة بحسب تعداد عام 2000، وبلغ عدد الأسر 2,768 أسرة وعدد العائلات 1,929 عائلة مقيمة في البلدة. في حين سجلت الكثافة السكانية 177.6 نسمة لكل كيلومتر مربع (460.0/ميل2). وبلغ عدد الوحدات السكنية 3,006 وحدة بمتوسط كثافة قدره 76.5 لكل كيلومتر مربع (198.1/ميل2).
وتوزع التركيب العرقي للبلدة بنسبة 71.63% من البيض و19.96% من الأمريكيين الأفارقة و0.16% من الأمريكيين الأصليين و0.86% من الأمريكيين ذوي الأصول الآسيوية و0.01% من سكان جزر المحيط الهادئ و6.31% من الأعراق الأخرى و1.06% من عرقين مختلطين أو أكثر و10.08% من الهسبانيون أو اللاتينيون من أي عرق.
بلغ عدد الأسر 2,768 أسرة كانت نسبة 38.3% منها لديها أطفال تحت سن الثامنة عشر تعيش معهم، وبلغت نسبة الأزواج القاطنين مع بعضهم البعض 52.1% من أصل المجموع الكلي للأسر، ونسبة 13.1% من الأسر كان لديها معيلات من الإناث دون وجود شريك،  بينما كانت نسبة 4.4% من الأسر لديها معيلون من الذكور دون وجود شريكة وكانت نسبة 30.3% من غير العائلات. تألفت نسبة 25.8% من أصل جميع الأسر من عدة أفراد يعيشون في نفس المنزل ونسبة 9.2% كانت تتألف من شخص يعيش بمفرده يبلغ من العمر 65 عاماً أو أكثر. وبلغ متوسط حجم الأسرة المعيشية 2.52، أما متوسط حجم العائلات فبلغ 2.99.
بلغ العمر الوسطي للسكان 32.6 عاماً. وكانت نسبة 26.8% من القاطنين تحت سن الثامنة عشر، وكانت نسبة 8.5% بين الثامنة عشر والرابعة والعشرين عاماً، ونسبة 35.2% كانت واقعةً في الفئة العمرية ما بين الخامسة والعشرين والرابعة والأربعين عاماً، ونسبة 19.3% كانت ما بين الخامسة والأربعين والرابعة والستين، ونسبة 10% كانت ضمن فئة الخامسة والستين عاماً فما فوق. يوجد لكل 100 أنثى 93.1 ذكر، ويوجد لكل 100 أنثى في الثامنة عشر من عمرها فما فوق 89.2 ذكر.
بلغ متوسط دخل الأسرة في البلدة 44,750 دولارًا، أما متوسط دخل العائلة فبلغ 52,551 دولارًا. وكان متوسط دخل الذكور 35,857 دولارًا مقابل 26,384 دولارًا للإناث. وسجل دخل الفرد الخاص بالبلدة 22,332 دولارًا. وكانت نسبة 6.9% من العائلات ونسبة 11.4% من السكان تحت خط الفقر، وكان من هؤلاء نسبة 16.3% تحت سن الثامنة عشر ونسبة 13.6% في الخامسة والستين من العمر وما فوق.

### تعداد عام 2010
بلغ عدد سكان كلايتون 16,116 نسمة بحسب تعداد عام 2010، وبلغ عدد الأسر 6,050 أسرة وعدد العائلات 4,235 عائلة مقيمة في البلدة. في حين سجلت الكثافة السكانية 410.4 نسمة لكل كيلومتر مربع (1,062.9/ميل2). وبلغ عدد الوحدات السكنية 6,648 وحدة بمتوسط كثافة قدره 169.3 لكل كيلومتر مربع (438.5/ميل2).
وتوزع التركيب العرقي للبلدة بنسبة 69.47% من البيض و21.76% من الأمريكيين الأفارقة و0.40% من الأمريكيين الأصليين و1.39% من الأمريكيين ذوي الأصول الآسيوية و0.01% من سكان جزر المحيط الهادئ و4.89% من الأعراق الأخرى و2.08% من عرقين مختلطين أو أكثر و10.70% من الهسبانيون أو اللاتينيون من أي عرق.
بلغ عدد الأسر 6,050 أسرة كانت نسبة 44% منها لديها أطفال تحت سن الثامنة عشر تعيش معهم، وبلغت نسبة الأزواج القاطنين مع بعضهم البعض 50.6% من أصل المجموع الكلي للأسر، ونسبة 15.2% من الأسر كان لديها معيلات من الإناث دون وجود شريك،  بينما كانت نسبة 4.2% من الأسر لديها معيلون من الذكور دون وجود شريكة وكانت نسبة 30% من غير العائلات. تألفت نسبة 25.4% من أصل جميع الأسر من عدة أفراد يعيشون في نفس المنزل ونسبة 6.8% كانت تتألف من شخص يعيش بمفرده يبلغ من العمر 65 عاماً أو أكثر. وبلغ متوسط حجم الأسرة المعيشية 2.65، أما متوسط حجم العائلات فبلغ 3.19.
بلغ العمر الوسطي للسكان 33.4 عاماً. وكانت نسبة 30.9% من القاطنين تحت سن الثامنة عشر، وكانت نسبة 6.9% بين الثامنة عشر والرابعة والعشرين عاماً، ونسبة 32.9% كانت واقعةً في الفئة العمرية ما بين الخامسة والعشرين والرابعة والأربعين عاماً، ونسبة 20.8% كانت ما بين الخامسة والأربعين والرابعة والستين، ونسبة 8.5% كانت ضمن فئة الخامسة والستين عاماً فما فوق. وتوزع التركيب الجنسي للسكان بنسبة 47.5% ذكور و52.5% إناث.

## أعلام
- دوغلاس إلينغتون
- وليام دود